# 徐康錫
徐康錫（：／ Seo Gang-seok，1957年6月25日—）是大韓民國的保守派政治人物，現任首爾特別市松坡區區廳長。

## 事件
第8次全國同步地方選舉中宣布參選松坡區廳長 2022年5月1日，被確定為國民力量松坡區廳長的最終候選人。在第8屆全國同步地方選舉松坡區市長選舉中，以58.2%的支持率擊敗當時在任的共同民主黨候選人朴星洙（41.7%），以近20%的優勢當選。
第8次民選後松坡區進行的“2022年松坡區民意調查”結果顯示，87.3%的受訪者認為地方行政部門的行政工作“做得很好”。